# Пшуков, Гиса Мухадович
Гиса Мухадович Пшуков (19 августа 1971) — советский и российский футболист, вратарь.
Воспитанник ДЮСШ-2 «Смена» Прохладный. Детский тренер — Руслан Ауесович Пшуков. В первенстве СССР дебютировал в 1989 году — провёл одну игру за вторую команду московского «Динамо». В 1990—1991 годах провёл 57 игр за «Динамо-2» во второй низшей лиге. В 1992—1993 сыграл 73 игры в составе команды второй российской лиги «Искра» Смоленск; в 1994 году первым вратарём стал Сергей Чеснаков, и Пшуков провёл только одну игру в первенстве третьей лиги. В 1995 году был в составе клуба высшей лиги «Черноморец» Новороссийск, но также провёл только одну игру — дома против «Уралмаша» (3:2). В том же году перешёл в «Кавказкабель» Прохладный и стал четвёртым вратарём после Андрея Маринушкина, Андрея Лавлинского и Вячеслава Ахиева. Дебютировал в 1996 году, выступал до 2000 года, повёл во втором дивизионе 152 игры, пропустил 134 гола. Несколько сезонов играл в чемпионате Иордании.
Сын Роман (род. 1998) также футбольный вратарь.